# Назаренко Дмитро Юрійович
Дмитро Юрійович Назаренко (30 грудня 1985, Суми) — український державний діяч, виконуючий обов'язки голови Київської обласної державної адміністрації з 25 січня 2023 по 10 квітня 2023 року.

## Біографія
Дмитро Назаренко народився в Сумах. З 2003 до 2009 року Назаренко навчався у Сумському державному університеті за спеціальністю «гідравлічні і пневматичні машини». Одночасно з 2005 до 2012 року він працював директором ТОВ НВП «Машхімнафтосервіс». З 2012 до 2015 року працював директором ТОВ «Техмас». У 2015 році Дмитра Назаренка призначили головою Тростянецької районної районної державної адміністрації Сумської області, одночасно він став депутатом Тростянецької районної ради. Паралельно управлінець у 2016 році закінчив Харківський національний університет внутрішніх справ за спеціальністю «правознавство».
На початку 2018 року Назаренко став керівником Департаменту регіонального розвитку Київської обласної державної адміністрації. У січні 2018 року його призначили заступником голови Київської обласної державної адміністрації.
З 10 грудня 2020 року — перший заступник голови Київської обласної державної адміністрації. Після призначення голови обласної військової адміністрації Олексія Кулеби заступником Керівника Офісу Президента України Дмитро Назаренко став виконуючим обов'язки голови Київської обласної військової адміністрації. Після призначення 10 квітня 2023 року Руслана Кравченка головою обласної адміністрації повноваження Дмитра Назаренка як голови ОДА закінчились.